# Tężyczka
Tężyczka (łac. tetania) – stan patofizjologiczny, objawiający się nadmiernym skurczem mięśni. Występuje przy hipokalcemii. Jedną z rzadszych przyczyn jej występowania jest zespół Gitelmana.
Przy znacznej hipokalcemii (Ca2+ < 7 mg/dl) występują parestezje, skurcze mięśni szkieletowych z przewagą zginaczy kończyn górnych i prostowników kończyn dolnych. Inne objawy, tzw. równoważniki tężyczki to skurcz naczyń wieńcowych skutkujący objawami dusznicy bolesnej, brzusznych (powodujący anginę brzuszną), mózgowych, zaburzenia świadomości, TIA), obwodowych (rzekomy zespół Raynauda), skurcz głośni (łac. laryngospasmus), oskrzeli, powiek, światłowstręt oraz podwójne widzenie.
Tężyczka może być spowodowana zmniejszeniem ilości zjonizowanego wapnia w surowicy na skutek zasadowicy (wywołanej np. mechaniczną hiperwentylacją) oraz znaczną hipomagnezemią.
W łagodnej postaci tężyczki (Ca2+ 7–8 mg/dl) mogą pojawiać się następujące objawy: objaw Chvostka, objaw Lusta, objaw Trousseau, objaw Erba.
Częstym powodem tężyczki jest przypadkowe usunięcie gruczołu przytarczowego podczas operacji chirurgicznej (zwłaszcza w obrębie gruczołu tarczowego).

## Klasyfikacja ICD10
| kod ICD10     | nazwa choroby                                                                        |
| ------------- | ------------------------------------------------------------------------------------ |
| ICD-10: R29   | Inne oznaki i objawy chorobowe dotyczące układu nerwowego i mięśniowo-kostnego.      |
| ICD-10: R29.0 | Tężyczka. Kurcz rąk i stóp.                                                          |
| ICD-10: E20   | Niedoczynność przytarczyc.                                                           |
| ICD-10: E20.9 | Niedoczynność przytarczyc, nie określona. Tężyczka z zaburzeń czynności przytarczyc. |